# 奧波奇諾

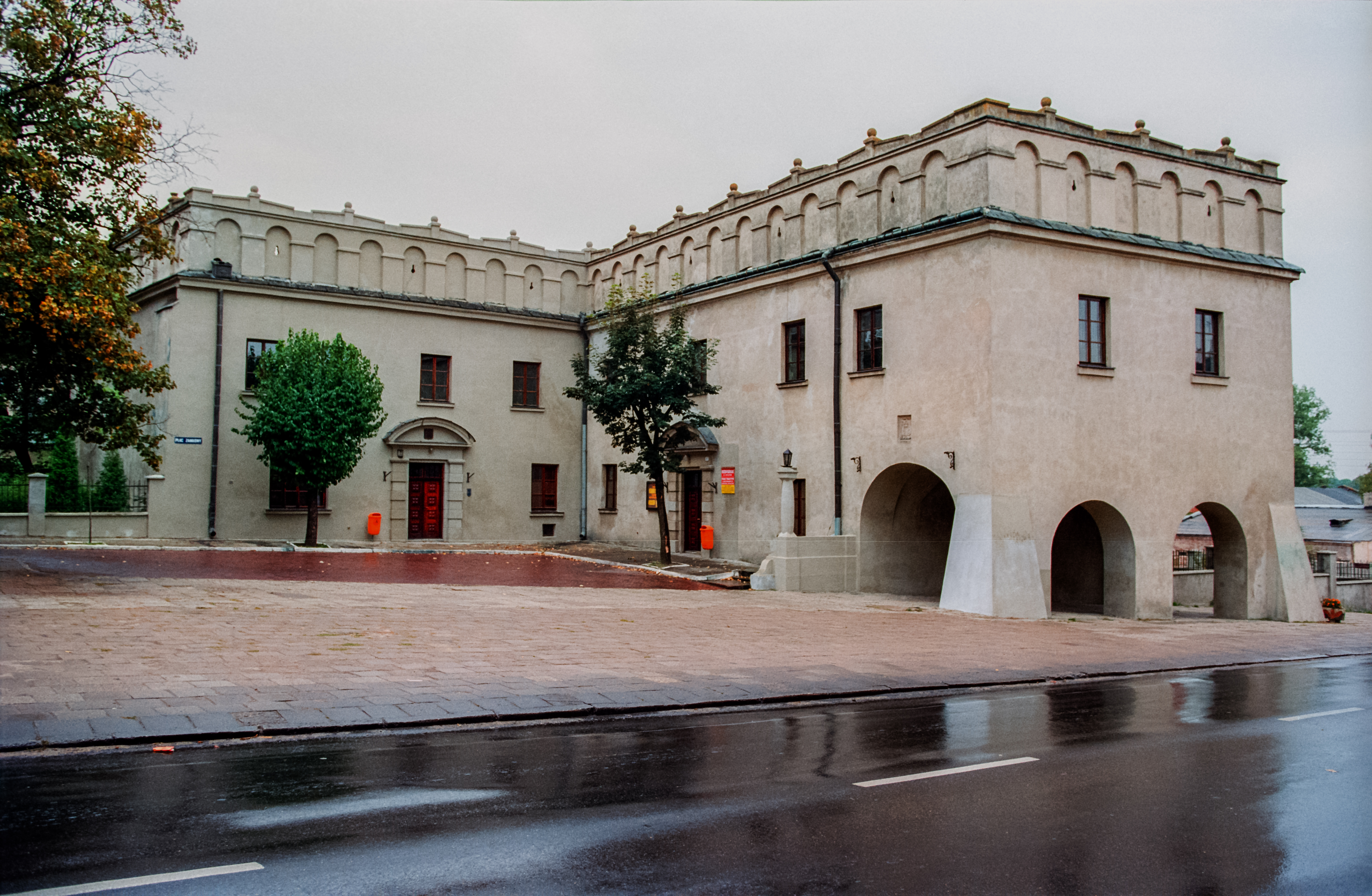

奧波奇諾是波蘭的城鎮，位於該國中部，由羅茲省負責管轄，面積23.91平方公里，海拔高度190米，2007年人口23,162。第二次世界大戰期間，納粹德國在該鎮設立集中營。

## 外部連結
- http://www.opoczno.pl/opoczno/_portal/ – Opoczno official web page
- http://www.opocznianie.pl/ – Opoczno unofficial web page （页面存档备份，存于）

51°22′N 20°17′E / 51.367°N 20.283°E